# Estany Llong (la Vall de Boí)
L'Estany Llong és un llac d'origen glacial, de 7,43 hectàrees i 12 m de fondària màxima, que es troba dins del Parc Nacional d'Aigüestortes i Estany de Sant Maurici, a 1.999 m d'altitud, al terme municipal de la Vall de Boí, a l'Alta Ribagorça.

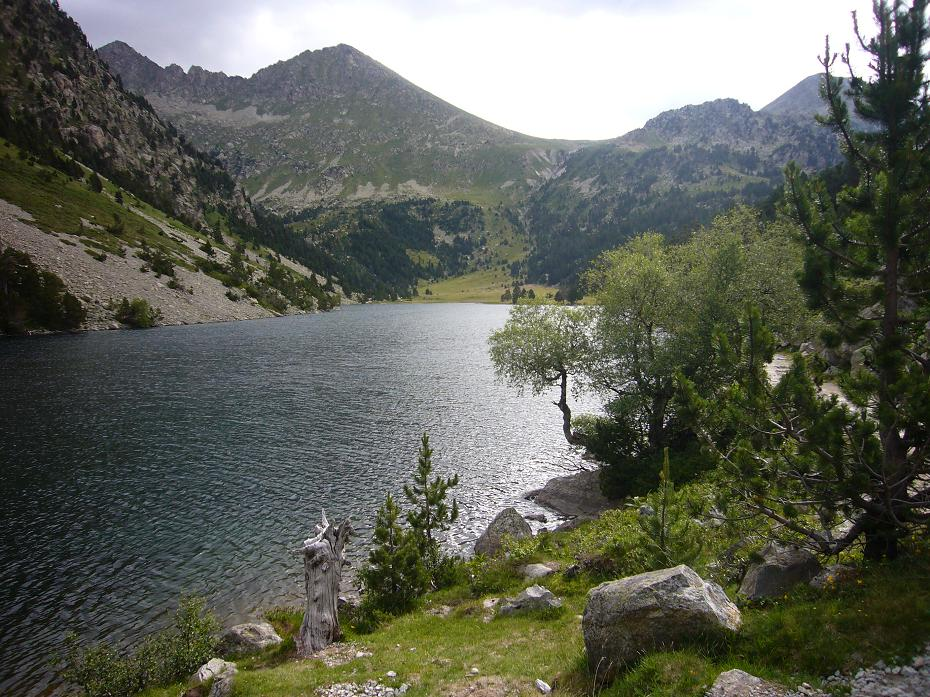
Estany Llong i el Portarró d'Espot al fons

Orientat est est-nord-est, el nom li ve de la seva forma. Situat a peus del Portarró d'Espot (E), recull les aportacions de: les Pales d'Estany llong (N), Colomers d'Espot (NE), el Barranc del Portarró (E), la Vall de Peixerani (SE) i el Bony de les Corticelles (S). Desaigua pel seu extrem oriental, on neix el Riu de Sant Nicolau.

## Vegetació aquàtica
L'estany Llong presenta poques espècies de plantes aquàtiques i aquestes estan repartides bàsicament en dues distribucions: una clapa al fons de la part central de l'estany on creix l'alga nitel·la (com a l'estany de Llebreta) i una franja amb les plantes miriofíl·lum i potamogèton alpí que ressegueix la vora excepte a la riba nord on hi ha els rocs del tarter que impedeixen el seu creixement.